# Frédéric-Louis de Schleswig-Holstein-Sonderbourg-Beck
Frédéric Louis de Schleswig-Holstein-Sonderbourg-Beck, (en allemand Friedrich Ludwig von Schleswig-Holstein-Sonderburg-Beck), né le 6 avril 1653 à Beck, décédé le 7 mars 1728 à Königsberg.
Il est duc de Schleswig-Holstein-Sonderbourg-Beck de 1719 à 1728.

## Famille
Fils d'Auguste-Philippe de Schleswig-Holstein-Sonderbourg-Beck et de Marie-Sybille de Nassau-Sarrebruck.
Le 1er janvier 1685, Frédéric-Louis de Schleswig-Holstein-Sonderbourg-Beck épouse Louise-Charlotte de Schleswig-Holstein-Sonderbourg-Augustenbourg (1658-1740), (fille du duc Ernest-Gonthier de Schleswig-Holstein-Sonderbourg-Augustenbourg).
Onze enfants sont nés de cette union :
- Dorothée de Schleswig-Holstein-Sonderbourg-Beck (1685-1761), en 1709, elle épouse le margrave Georges-Frédéric-Charles de Brandebourg-Bayreuth (1688-1735), (divorcés)

- Frédéric-Guillaume II de Schleswig-Holstein-Sonderbourg-Beck (1687-1749), duc de Schleswig-Holstein-Sonderbourg-Beck, en 1707, il épouse la comtesse Louise Dabrowa, (fille de Vladislav von Loos). Veuf, il épouse en 1721 Ursula de Dohna-Schlodien (1700-1761), (deux enfants : dont Frédéric-Guillaume III de Schleswig-Holstein-Sonderbourg-Beck

- Frédéric de Schleswig-Holstein-Sonderbourg-Beck (1688-1688)

- Sophie de Schleswig-Holstein-Sonderbourg-Beck (1689-1693)

- Charles-Louis de Schleswig-Holstein-Sonderbourg-Beck (1690-1774), duc de Schleswig-Holstein-Sonderbourg-Beck, en 1730, il épouse Anna Karolina Orzelska (1707-1769), (fille naturelle de l'électeur de Saxe, roi Auguste II de Pologne)

- Amélie de Schleswig-Holstein-Sonderbourg-Beck (1691-1693)

- Philippe de Schleswig-Holstein-Sonderbourg-Beck (1693-1729)

- Louise de Schleswig-Holstein-Sonderbourg-Beck (1694-1773), en 1737, elle épousa Albert von Seeguth (†1768)

- Pierre-Auguste de Schleswig-Holstein-Sonderbourg-Beck, duc de Schleswig-Holstein-Sonderbourg-Beck

- Sophie-Henriette de Schleswig-Holstein-Sonderbourg-Beck (1698-1768), en 1736, elle épouse Albert-Christophe de Dohna-Leistenau (ca) (†1752)

- Charlotte de Schleswig-Holstein-Sonderbourg-Beck (1700-1785), elle est abbesse de Quedlinbourg.

## Généalogie
Frédéric Louis de Schleswig-Holstein-Sonderbourg-Beck appartient à la quatrième branche issue de la première branche de la Maison de Schleswig-Holstein-Sonderbourg, elle-même issue de la première branche de la Maison d'Oldenbourg. Il est l'ascendant de Marguerite de Danemark, Harald V de Norvège, Constantin II de Grèce.